# Domán István
Domán István (Budapest, 1922. november 12. – Budapest, 2015. február 21.) zsidó származású magyar hittudós, főrabbi, egyetemi tanár.

## Életpályája
Budapesten született rabbi családban. A négy osztályos polgári iskola elvégzése után – már a saját korában sem általános módon – jesivában tanult hagyományos zsidó vallási ismereteket. Ezt követően a Madách Imre Állami Főgimnáziumban további polgári tanulmányokat folytatott. A második világháborúban munkaszolgálatot teljesített, majd 1945–1948 között a Pázmány Péter Tudományegyetemen tanult. Tanulmányait keresztény régészetből, ókori történelemből, és művészettörténetből írt „summa cum laude” doktori végzettséggel fejezte be. Ezzel párhuzamosan a Országos Rabbiképző Intézet hallgatója is volt, de a korabeli szocialista–ateista politikai rendszer miatt nem avatták rabbivá, ezért – 1950-ben szerzett történelem és földrajzszakos tanári oklevelének köszönhetően – középiskolai tanárként tudott csak munkát vállalni. Az 1956-os forradalmat követően az Amerikai Egyesült Államokba költözött ki, ahol hitoktatóként működött. 1965-ben Scheiber Sándor hívására visszatért Magyarországra, és több településen (1965–1972 Kaposvár, 1965–1970 Nagykanizsa, 1970–1972 Szeged, Budapest) szolgált rabbiként. 1981-től az Országos Rabbiképzőben adott órákat. Az 1990-es években több alkalommal az Eötvös Loránd Tudományegyetem különböző tanszékein tartott előadásokat.
2015-ben hunyt el 92 éves korában. Érdekesség, hogy még halála előtt nem sokkal, 2013-ban is hosszabb előadást tartott televízióban a Talmud történetével kapcsolatban.

## Művei
- A győri izraelita hitközség története. 1930–1947 ; előszó Scheiber Sándor; Magyar Izraeliták Országos Képviselete, Bp., 1979 (A magyarországi zsidó hitközségek monográfiái)
- Csillag Máté: Zsidó anekdoták kincsesháza; előszó, jegyz. Domán István; Sós Antikvárium–Orpheusz Könyvek, Bp., 1991
- A jótékonyság a Bibliában. Ökumenikus Nyári Egyetem, Kecskemét, 1993
- A Babilóniai Talmud; vál., ford. Domán István; Origo-könyvek, Bp., 1994
- A talmudiskolák titkai; Ulpius-ház, Bp., 2001
- Domán Ernő [Domány Ernő] (Ráv Élijáhu Domán ) / Domán István, ford., „…már nincs többé szükség a kakasra a népek között, és így levágják őket bűnbaknak.” Buchenwaldi héber (nyelv)emlék; Múlt és Jövő, Bp. 2004[6][7]
- Rettegés; utószó Kőbányai János; Múlt és Jövő, Bp., 2006 (Holokauszt-életek)
- A Babilóniai Talmud; vál., ford. Domán István; 2. bőv. kiad.; Ulpius-ház, Bp., 2007
- Menekülés. Egy zsidó fiatalember New Yorkban; Háttér, Bp., 2009
- Szembesülés; Háttér, Bp., 2011

Nyomtatásban meg nem jelent kötetek: A jesivák története, azaz egyetemi előadások. Budapest 1999

## Díjai
- Scheiber Sándor-díj (1996)
- Magyarországi Zsidóságért Díj (2012)